# Diócesis de Victoria en Texas
La diócesis de Victoria en Texas (en latín: Dioecesis Victoriensis in Texia y en inglés: Roman Catholic Diocese of Victoria in Texas) es una circunscripción eclesiástica de la Iglesia católica en Estados Unidos. Se trata de una diócesis latina, sufragánea de la arquidiócesis de Galveston-Houston. Desde el 23 de abril de 2015 su obispo es Brendan John Cahill.

## Territorio y organización
La diócesis tiene 25 513 km² y extiende su jurisdicción sobre los fieles católicos de rito latino residentes en el estado de Texas en los 9 condados de: Calhoun, Colorado, DeWitt, Goliad, Jackson, Lavaca, Matagorda, Victoria y Wharton. Comprende además la parte del condado de Fayette al oeste del río Colorado.
La sede de la diócesis se encuentra en la ciudad de Victoria, en donde se halla la Catedral de Nuestra Señora de la Victoria.
En 2020 en la diócesis existían 50 parroquias.

## Historia
La diócesis fue erigida el 13 de abril de 1982 con la bula Libenter quidem del papa Juan Pablo II, obteniendo el territorio de las diócesis de Corpus Christi y Galveston-Houston (hoy arquidiócesis) y de la arquidiócesis de San Antonio.
En diciembre de 1989 se expandió adquiriendo tres parroquias que pertenecían a la diócesis de Austin.
Originalmente sufragánea de la arquidiócesis San Antonio, pasó a formar parte de la provincia eclesiástica de Galveston-Houston el 29 de diciembre de 2004.

## Estadísticas
De acuerdo al Anuario Pontificio 2021 la diócesis tenía a fines de 2020 un total de 96 350 fieles bautizados.
| Año                                                                             | Población            | Población | Población      | Sacerdotes | Sacerdotes    | Sacerdotes    | Bautizados por sacerdote | Diáconos permanentes | Religiosos | Religiosos | Parroquias |
| Año                                                                             | Bautizados católicos | Total     | % de católicos | Total      | Clero secular | Clero regular | Bautizados por sacerdote | Diáconos permanentes | Varones    | Mujeres    | Parroquias |
| ------------------------------------------------------------------------------- | -------------------- | --------- | -------------- | ---------- | ------------- | ------------- | ------------------------ | -------------------- | ---------- | ---------- | ---------- |
| 1990                                                                            | 117 000              | 228 183   | 51.3           | 72         | 56            | 16            | 1625                     | 12                   | 18         | 154        | 49         |
| 1999                                                                            | 108 562              | 255 276   | 42.5           | 66         | 56            | 10            | 1644                     | 20                   | 1          | 138        | 50         |
| 2000                                                                            | 108 562              | 255 276   | 42.5           | 68         | 58            | 10            | 1596                     | 20                   | 10         | 138        | 50         |
| 2001                                                                            | 108 562              | 255 276   | 42.5           | 64         | 56            | 8             | 1696                     | 18                   | 10         | 120        | 50         |
| 2002                                                                            | 108 884              | 261 323   | 41.7           | 65         | 56            | 9             | 1675                     | 25                   | 10         | 121        | 50         |
| 2003                                                                            | 107 937              | 211 996   | 50.9           | 67         | 59            | 8             | 1611                     | 23                   | 10         | 115        | 50         |
| 2004                                                                            | 106 441              | 266 549   | 39.9           | 63         | 55            | 8             | 1689                     | 23                   | 9          | 113        | 50         |
| 2010                                                                            | 116 049              | 284 000   | 40.9           | 60         | 53            | 7             | 1934                     | 35                   | 8          | 85         | 50         |
| 2014                                                                            | 119 600              | 292 229   | 40.9           | 62         | 55            | 7             | 1929                     | 39                   | 8          | 80         | 50         |
| 2017                                                                            | 104 730              | 292 229   | 35.8           | 67         | 65            | 2             | 1563                     | 39                   | 2          | 79         | 50         |
| 2020                                                                            | 96 350               | 297 840   | 32.3           | 69         | 69            |               | 1396                     | 37                   |            | 76         | 50         |
| Fuente: Catholic-Hierarchy, que a su vez toma los datos del Anuario Pontificio. |                      |           |                |            |               |               |                          |                      |            |            |            |

## Episcopologio
- Charles Victor Grahmann † (13 de abril de 1982-9 de diciembre de 1989 nombrado obispo coadjutor de Dallas)
- David Eugene Fellhauer (7 de abril de 1990-23 de abril de 2015 retirado)
- Brendan John Cahill, desde el 23 de abril de 2015